# José Hoebee
Josina (José) van de Wijdeven, later José Andreoli en uiteindelijk José Hoebee (Best, 29 maart 1954) is een Nederlandse zangeres.

## Levensloop
De carrière van José van de Wijdeven begon in het trio Young Edition dat ze samen met haar zussen Marijke en Yvonne vormde. Voor de enige single van de groep werd de naam gewijzigd naar Elongi. 
Hoebee vormde samen met Marga Scheide en Patty Brard de meidengroep Luv', die eind jaren 70, begin jaren 80 enkele grote hits scoorde. Niet lang na het vertrek van Patty Brard viel Luv' uit elkaar en begon José aan een solocarrière. 
Haar eerste solohit I will follow him, onder de naam José, werd meteen een nummer 1-hit in de Top 40 en in de Vlaamse BRT Top 30. In de Nationale Hitparade kwam het op nummer 2. Niet veel later scoorde ze een tweede solohit met Secret love.
Na deze twee solohits scoorde Hoebee alleen nog hits met duetten, met respectievelijk Ron Brandsteder en Bonnie St. Claire (2x).
Voor en tijdens haar Luv'-periode was Hoebee ook actief als sessie en studiozangeres, o.a. voor de groep Full House.
In 1993 stopte Hoebee met haar carrière. Tien jaar later begon ze met een comeback, maar tot nieuwe singles en albums heeft dat nog niet geleid. Wel kwam er in mei 2009 een duet met Anny Schilder, getiteld Be My Baby. In 2006 was er een reünie van de dames van Luv'. In een realitysoap werden ze gevolgd in de aanloop naar hun optreden tijdens het concert van De Toppers eind mei 2006 in de Amsterdam ArenA. De band zou in 2006 weer stoppen, maar wegens succes werd besloten de optredens door te laten gaan.

### Privé
Hoebee woonde geruime tijd in de Belgische stad Lommel. Daar woonde ze ook met haar man, platenproducer Will Hoebee. Will Hoebee overleed op 10 juni 2012 op 64-jarige leeftijd aan de gevolgen van kanker. Na zijn overlijden keerde Hoebee met haar zoon terug naar Nederland.

## Discografie

### Singles
| Single met eventuele hitnotering(en) in de Nederlandse Top 40 | Datum van verschijnen | Datum van binnenkomst | Hoogste positie | Aantal weken | Opmerkingen                                                         |
| ------------------------------------------------------------- | --------------------- | --------------------- | --------------- | ------------ | ------------------------------------------------------------------- |
| I'm so sorry                                                  | 1981                  | 05-12-1981            | tip3            | -            | Nr. 39 in de Single Top 100                                         |
| I will follow Him                                             | 1982                  | 05-06-1982            | 1(1wk)          | 10           | Nr. 2 in de Single Top 100                                          |
| Secret love                                                   | 1982                  | 18-09-1982            | 11              | 6            | Alarmschijf / Nr. 14 in de Single Top 100                           |
| The good times                                                | 1982                  | 20-11-1982            | tip2            | -            | Nr. 37 in de Single Top 100                                         |
| I can hear music                                              | 1983                  | 12-02-1983            | tip11           | -            | Nr. 48 in de Single Top 100                                         |
| The sign of Love                                              | 1983                  | -                     | -               | -            |                                                                     |
| Hey now, whatcha gonna do                                     | 1983                  | 27-08-1983            | tip6            | -            |                                                                     |
| So Long, Marianne                                             | 1984                  | 18-02-1984            | 11              | 7            | met Ron Brandsteder / Nr. 6 in de Single Top 100                    |
| Time goes by                                                  | 1984                  | 07-04-1984            | tip12           | -            | Nr. 16 in de Single Top 100                                         |
| Cassandra                                                     | 1984                  | 07-07-1984            | 24              | 5            | als Bonnie & José / Nr. 19 in de Single Top 100                     |
| Zoals vrienden doen                                           | 1985                  | 03-08-1985            | 36              | 4            | als Bonnie & José / Nr. 18 in de Single Top 100                     |
| Waarom                                                        | 1985                  | 07-12-1985            | tip2            | -            | als Bonnie & José met Ron Brandsteder / Nr. 35 in de Single Top 100 |
| All around my hat                                             | 1986                  | 13-12-1986            | tip16           | -            |                                                                     |
| 'n Engel als jij                                              | 1995                  | 25-02-1995            | tip21           | -            | als Bonnie & José                                                   |
| I will follow him 2005 version                                | 2006                  | -                     | -               | -            | Nr. 90 in de Single Top 100                                         |
| Be My Baby                                                    | 2009                  | -                     | -               | -            | met Anny Schilder / Nr. 92 in de Single Top 100                     |

| Single met hitnotering(en) in de Vlaamse Ultratop 50 | Datum van verschijnen | Datum van binnenkomst | Hoogste positie | Aantal weken | Opmerkingen                          |
| ---------------------------------------------------- | --------------------- | --------------------- | --------------- | ------------ | ------------------------------------ |
| I will follow Him                                    |                       | 1982                  | 1               |              | in de BRT Top 30                     |
| Secret love                                          |                       | 1982                  | 3               |              | in de BRT Top 30                     |
| The good times                                       |                       | 11-12-1982            | 28              |              | in de BRT Top 30                     |
| I can hear music                                     |                       | 1983                  | 13              |              | in de BRT Top 30                     |
| So long Marianne                                     |                       | 1984                  | 20              |              | met Ron Brandsteder in de BRT Top 30 |